# Grevillea rogersoniana
Grevillea rogersoniana är en tvåhjärtbladig växtart som beskrevs av Charles Austin Gardner. Grevillea rogersoniana ingår i släktet Grevillea och familjen Proteaceae. Inga underarter finns listade i Catalogue of Life.